# Пески (Ломоносовский район)
Пески́ (фин. Hiekka) — деревня в Аннинском городском поселении Ломоносовского района Ленинградской области.

## История
На «Топографической карте окрестностей Санкт-Петербурга» Военно-топографического депо Главного штаба 1817 года обозначена деревня Пески, состоящая из 9 дворов.
Деревня Пески из 9 дворов упоминается и на «Топографической карте окрестностей Санкт-Петербурга» Ф. Ф. Шуберта 1831 года.

ПЕСКИ — деревня принадлежит государю великому князю Константину Николаевичу, число жителей по ревизии: 20 м. п., 22 ж. п. (1838 год)

В пояснительном тексте к этнографической карте Санкт-Петербургской губернии П. И. Кёппена 1849 года она записана в числе смежных деревень Nikkarila, Kasukka, Torikka (in der Revision: Nikkorowa, Nowaja, Toriki, Peski) (Большое и Малое Никкарово, (Новая), Торики и Пески), для которых указано общее количество жителей на 1848 год: савакотов — 83 м. п., 103 ж. п., всего 186 человек, эурямёйсет — 59 м. п., 67 ж. п., всего 126 человек.

ПЕСКИ — деревня Красносельской удельной конторы Шунгоровского приказа, вблизи почтового тракта, число дворов — 7, число душ — 18 м. п. (1856 год)

В 1860 году деревня Пески насчитывала 8 дворов.

ПЕСКИ — деревня Павловского городского правления при колодце, по шоссе из Стрельны в Красное Село по правую сторону этого шоссе, в 15½ верстах от Петергофа, число дворов — 7, число жителей: 23 м. п., 25 ж. п. (1862 год)

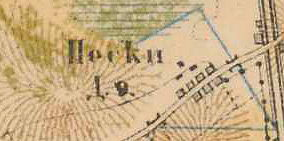
Деревня Пески на карте 1885 года

В 1885 году, согласно карте окрестностей Петербурга, деревня Пески насчитывала 9 дворов. Сборник же Центрального статистического комитета описывал её так:

ПЕСКИ — деревня бывшая владельческая, дворов — 7, жителей — 36; волостное правление (до уездного города 17 вёрст). (1885 год)

В конце XIX — начале XX века она административно относилась Константиновской волости 1-го стана Петергофского уезда Санкт-Петербургской губернии. По приходским данным население деревни было исключительно финским.
К 1913 году количество дворов увеличилось до 12.
С 1917 по 1919 год деревня Пески входила в состав Шунгоровского сельсовета Шунгоровской волости Петергофского уезда.
С 1919 года в составе Стрельно-Шунгоровской волости.
С 1923 года в составе Стрельнинской волости Троцкого уезда.
Согласно данным переписи населения СССР 1926 года в деревне Пески проживали 75 человек — все финны.
С 1927 года в составе Урицкого района.
В 1928 году население деревни Пески также составляло 75 человек.
С 1930 года в составе Шунгоровского сельсовета Ленинградского Пригородного района.
По данным 1933 года деревня Пески являлась административным центром Шунгоровского финского национального сельсовета Ленинградского Пригородного района, в который входили 28 населённых пунктов, деревни: Анино, Владимировка, Иванайзи, Иннолово, Кокко, Ковигонт, Коргино, Куттузи, Маттикайзи, Ниуккузи, Никкорово Малое, Никкорово Большое, Новая, Новоселье, Пигелево, Подставо-Красное, Подставо-Стрельнинское, Пески, Рюмки Большие, Рюмки Малые, Савелой, Танскино, Таммликиево, Торрик, Харвози, Хамузи, Хаболайзи, Ямалайзи, общей численностью населения 2852 человека.
По данным 1936 года в состав Шунгоровского национального сельсовета с центром в деревне Пески входили 27 населённых пунктов, 655 хозяйств и 14 колхозов. С 1936 года сельсовет находился в составе Красносельского района.

План деревни Пески. 1939 год

Согласно топографической карте РККА 1939 года деревня насчитывала 19 дворов.
С 1 августа 1941 года по 31 декабря 1943 года деревня находилась в оккупации.
С 1955 года в составе Ломоносовского района.
С 1963 года в составе Гатчинского района.
С 1965 года вновь в составе Ломоносовского района. В 1965 году население деревни Пески составляло 159 человек.
По данным 1966 года деревня Пески также находились в составе Шунгоровского сельсовета.
По данным 1973 и 1990 годов деревня Пески входила в состав Аннинского сельсовета Ломоносовского района.
В 1997 году в деревне проживали 94 человека, в 2002 году — 107 человек (русские — 85 %), в 2007 году — 107.

## География
Деревня расположена в северо-восточной части района на автодороге 41К-140 (Стрельна — Яльгелево), к северо-востоку от посёлка Аннино.
Расстояние до посёлка Аннино — 3 км.
Расстояние до ближайшей железнодорожной станции Горелово — 3 км.

## Демография
| 1862 | 2002 | 2007 | 2010 | 2017 |
| ---- | ---- | ---- | ---- | ---- |
| 48   | ↗107 | →107 | ↗204 | ↘159 |

## Транспорт
Автобусы:
- 181 ( «Проспект Ветеранов» — Новоселье)
- 442 (Красное Село, вокзал — Аннино)
- 442А (станция Горелово — Аннино)
- 458 (Красное село, вокзал — Разбегаево)
- 458А (станция Горелово — Иннолово)
- 458Б (Красное село, вокзал — Иннолово)
- 461 (платформа Сергиево — Аннино)
- 636 (Ломоносов, Александровская улица — Ретселя)

Маршрутные такси:
- К-105А ( «Проспект Ветеранов»  — Иннолово)

Железнодорожная платформа Горелово.

## Улицы
189-й Стрелковой Дивизии, Аннинский переулок, переулок Артиллеристов, переулок Военкоров, Звёздная, Курская, Малая, Малый переулок, Мира, Моховой переулок, переулок Народного Ополчения, переулок Обороны Ленинграда, Пехотный переулок, Победы, Полевой переулок, переулок Разведчиков, Севастопольская, Складской переулок, Сталинградская, Стрельнинское шоссе, Тихий переулок, Торгово-промышленная, Фронтовой переулок.